# Mieszewko (przystanek kolejowy)
Mieszewko – zlikwidowany przystanek stargardzkiej kolei wąskotorowej w Mieszewie, w województwie zachodniopomorskim, w Polsce. Przystanek został zlikwidowany pomiędzy rokiem 1947 a 1959.